# Saint-Maur-sur-le-Loir
Saint-Maur-sur-le-Loir is een gemeente in het Franse departement Eure-et-Loir (regio Centre-Val de Loire) en telt 387 inwoners (1999). De plaats maakt deel uit van het arrondissement Châteaudun.

## Geografie
De oppervlakte van Saint-Maur-sur-le-Loir bedraagt 16,2 km², de bevolkingsdichtheid is 23,9 inwoners per km².

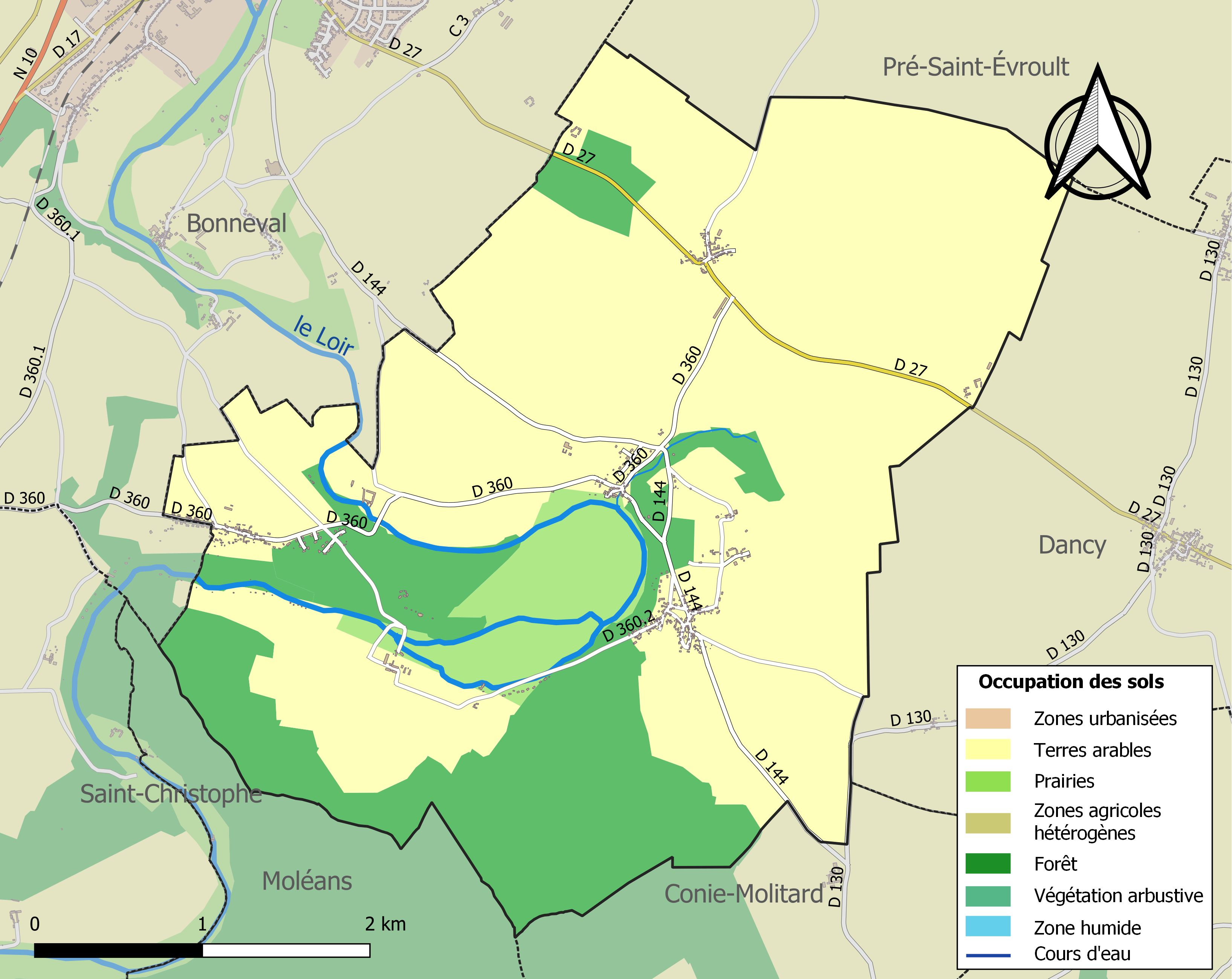
Kaart van de gemeente met de belangrijkste infrastructuur, bodemgebruik en omliggende gemeenten

## Demografie
Onderstaande figuur toont het verloop van het inwonertal (bron: INSEE-tellingen).